# Feux de forêt de 2023 en Grèce
Les feux de forêt de l’été 2023 en Grèce sont une série d’importants feux de forêts ayant touché de nombreuses régions de Grèce à partir du 17 juillet 2023. Ils ont entraîné d’importants dégâts, l’évacuation de nombreuses populations et l’activation du mécanisme européen de protection civile (MEPC). Il s'agit, à date, du plus grand incendie jamais enregistré dans l'Union européenne.

## Contexte
À la mi-juillet, la zone méditerranéenne subit une importante canicule due à un dôme de chaleur, provoquant un fort risque d’incendie.
Dans le cadre du mécanisme européen de protection civile, plusieurs groupes de renforts ont été prépositionnés sur le territoire grec pour la période du 15 au 31 juillet:
- un groupe de vingt sapeurs-pompiers maltais à Olympie ;
- un groupe de vingt sapeurs-pompiers hongrois à Thessalonique avec quatre véhicules ;
- un groupe de quarante sapeurs-pompiers roumains avec dix véhicules à Néa Mákri.

Le réchauffement climatique expose la Grèce à des risques accrus. Selon une étude de 2021 du centre de recherche Dianeosis, le nombre de jours pendant lesquels le pays sera frappé par des vagues de chaleur augmentera de quinze à vingt jours par an d’ici à 2050, et le nombre de jours à haut risque d’incendie connaîtra une hausse comprise entre 15 % et 70 %. De nombreux défenseurs de l’environnement pointent cependant le manque de prévention et de politique coordonnée comme autre cause des incendies à répétition en Grèce.

## Incendies du mois de juillet
Le 17 juillet 2023, un important incendie de forêt se déclenche à Néos Kouvarás, dans le centre-est de l’Attique amenant à l’évacuation, le 18 juillet, de cent vingt personnes tandis que trois mille cinq cents hectares sont brûlés à la même date.
L’ampleur de l’incendie amène les autorités grecques à demander des renforts européens. Le centre de coordination de la réaction d'urgence (ERCC) demande en conséquence le déploiement d’un module d’avions bombardiers d’eau de la réserve européenne composé de deux canadairs basé en France et d’un autre module identique à l’Italie (réserve rescEU) tandis que le service de gestion d’urgence Copernicus est activé. La Pologne, la Slovaquie et la Roumanie doivent envoyer des colonnes de renforts terrestres.
Le 19 juillet, la protection civile grecque annonce que 47 incendies ont eu lieu en 24 heures. L’un, à Kallithéa a détruit 928 hectares, mobilisant notamment 120 sapeurs-pompiers avec 43 engins, 2 hélicoptères et 9 avions bombardiers d’eau. Un second, à Dervenochória, a brûlé 6 056 hectares, menant à l’évacuation de 1 200 personnes.
Le 25 juillet, alors qu’il intervenait sur l’île d’Eubée contre un incendie déclenché le 23 et ayant brûlé une surface d’environ mille cinq cents hectares, un canadair grec s’écrase près du village de Platanistós (el). Le même jour, le corps carbonisé d’un homme est trouvé sur l’île.
Le 28 juillet 2023, le gouvernement déclare que les feux sont sous contrôle tout en indiquant rester vigilant quant à d'éventuelles reprises. Les températures ont baissé dans l'ensemble du pays à partir du 28 juillet, soit deux semaines après le début d'une canicule sans précédent.

### Rhodes
Le 18 juillet, un incendie se déclenche sur l’île de Rhodes, amenant rapidement à l’évacuation des villages d’Ágia Eleoúsa (el), de Sálakos (el) et de Dimyliá (el) tandis que les flammes sont combattues par 86 sapeurs-pompiers, 28 véhicules, 3 avions bombardiers d’eau et 3 hélicoptères appuyés par les moyens des collectivités locales, de forces armées et de groupes de volontaires.
Le 23 juillet, 40 000 hectares étaient brûlés dont 1 500 hectares en zone protégées. Le même jour, seuls 2 000 des 30 000 touristes sont évacués par voie maritime ou aérienne alors que plusieurs hôtels sont endommagés par les flammes, notamment dans le secteur de Kiotári tandis que 173 sapeurs-pompiers étaient mobilisés la veille,.
Le 25 juillet, alors que la lutte contre les flammes se concentre autour du village de Váti, la protection civile grecque rapporte que vingt mille personnes ont été évacuées de Rhodes.
Plus de 30 000 personnes, habitants et touristes, ont été évacuées de Rhodes en quelques jours dans ce qui constitue « la plus grande opération d’évacuation jamais effectuée en Grèce », selon les autorités.

### Corfou
À la suite du déclenchement d’un incendie sur l’île de Corfou, près de 2 500 personnes sont évacuées à titre préventif à partir du 23 juillet tandis que 76 sapeurs-pompiers avec 24 véhicules appuyés par 4 avions et 3 hélicoptères luttent contre les flammes. Le lendemain, Copernicus estime à un peu moins de 1 500 hectares la surface brûlée.

## Incendies du mois d’août
Un important incendie s’est déclenché le 19 août dans le secteur d’Alexandroupolis amenant à l’évacuation d’une dizaine de groupements d’habitations ainsi que l’activation du mécanisme européen de protection civile. Dans le cadre de ce dernier, sont envoyés en renfort deux avions bombardiers d’eau de Chypre, deux  d'Allemagne et deux de Suède, un hélicoptère et une équipe de pompiers de République tchèque, un canadair de Croatie ainsi qu’une colonne roumaine composée de 10 véhicules et 56 sapeurs-pompiers,.
Sur l’île d’Eubée, la lutte contre un incendie mobilise, le 21 août, 42 sapeurs-pompiers et 4 avions bombardiers d’eau tandis qu’un autre incendie, en Béotie, au cours duquel un berger trouve la mort, mobilise quant à lui 4 autres appareils et 56 sapeurs-pompiers.
Le 22 août 2023, l’évacuation de quelque 25 000 personnes est ordonnée dans le district d’Ano Liosia. Un autre incendie touche les zones les plus basses du parc national du massif du Parnès. Les corps de 18 personnes dont deux enfants, probablement des migrants, ont été découverts le même jour dans le parc national de Dadiá, un autre corps ayant été également découvert la veille.
Le 23 août 2023, avec plus de 73 000 hectares brûlés, l’incendie du secteur d’Alexandroupoli constitue le plus grand incendie d’espaces naturels pour l’année 2023 dans l’Union européenne ainsi que le deuxième plus important depuis 2000 d’après les données EFFIS. Le 29 août 2023, le porte-parole de la Commission européenne annonce qu’il s'agit désormais du « plus grand incendie jamais enregistré dans l’Union européenne », avec plus de 81 000 hectares de brûlés. À cette même date, la mobilisation des moyens européens depuis le 20 août 2023, date de l’activation du mécanisme européen de protection civile, s’établit comme suit :
- 11 avions bombardiers d’eau de la réserve RescEU basés en Croatie, à Chypre, en France, en Allemagne, en Espagne et en Suède ;
- 1 hélicoptère Black Hawk de République tchèque ;
- 3 AS332 Super Puma des Forces aériennes suisses ;
- 407 sapeurs-pompiers et 62 véhicules provenant de Bulgarie, Chypre, République tchèque, France, Roumanie, Serbie et Slovaquie ;
- service de cartographie du programme Copernicus.

## Conséquences sur la biodiversité
L'étendue des conséquences sur la faune et la flore est difficile à établir avec précision. L’île de Rhodes constitue un repaire pour plusieurs espèces, notamment le daim, en voie d’extinction en Grèce. La directrice de programme de Greenpeace Grèce, Alexandra Messare, déplore la dégradation d’une biodiversité établie et ordonnée. « Sur la base de l’expérience des incendies précédents (...), la perte de biodiversité affectera les cerfs, ainsi que toutes les autres espèces. Chaque forêt est un système délicat d’interdépendances qui fournit de la nourriture, un abri et les moyens pour chaque animal et chaque plante de jouer son rôle dans l’équilibre. »
La fumée toxique peut mettre en danger le système immunitaire d’un animal en raison des particules fines PM2. Les incendies ont aussi pour conséquence la réduction « des taux de croissance », du « succès de la reproduction » et des « changements dans le comportement des animaux. »

## Patrouilles d’extrême droite anti-migrants
Les incendies du mois d’août ont attisé les propos et actes racistes à l'encontre des migrants, tenus pour responsables par des groupes d’extrême droite de départs de feu en essayant de traverser la forêt à la frontière gréco-turque. Plusieurs groupes d’hommes se sont organisés pour patrouiller et débusquer les migrants dans la région frontalière de l’Evros. Des députés du parti Solution grecque ont participé à ces appels à la mobilisation. Ces discours vont aussi de pair avec la désinformation de certains médias. Un portail d'information local a ainsi annoncé que 20 migrants avaient été arrêtés près d'Alexandroupolis après avoir échangé des coups de feu avec la police. Des affirmations réfutées par les autorités. Une chaîne de télévision a également publié un rectificatif après avoir affirmé par erreur que deux migrants avaient été surpris en train d'allumer un incendie dans la région voisine de Rodopi.
Une vidéo postée sur les réseaux sociaux a choqué le pays et amené le gouvernement à réagir : un homme y montre un groupe de migrants enfermés dans la remorque de son véhicule et déclare : « J’ai chargé 25 morceaux; Ils vont nous brûler !(…) Organisez-vous tous pour les ramasser ! », tandis que des internautes appellent à les assassiner. Le propriétaire de la voiture et deux de ses complices ont été interpellés et inculpés pour « enlèvement à caractère raciste et mise en danger de la vie d’autrui », tandis que les treize demandeurs d’asile ont également été arrêtés pour être entrés illégalement en territoire grec.

## Critiques de la gestion des autorités
Le quotidien Naftemporiki (en) mentionne le matériel défectueux des services de secours avec des raccordements impossibles aux bouches d’incendie tandis que le journal I Avgi (en) indique que 85 % des engins de sapeurs-pompiers ont plus de dix ans et que quatre mille cinq cents postes sont vacants au sein des services de secours où la moyenne d’âge est de plus de quarante-cinq ans. Le magazine Lifo pointe aussi les réductions d'effectifs dans le service forestier.
Le WWF grec signale l’absence de plan national de prévention des incendies et de gestion des déchets végétaux avec un manque d’entretien majeur des forêts du fait d’une réduction de l’activité agricole et des résiniers au sein des forêts. Alors que les particuliers n’y sont pas soumis, les communes seules portent l’obligation de débroussaillement, mais ne le font pas systématiquement par manque de moyens,.
La communication et la coordination entre les différents acteurs, notamment entre l’État et les collectivités, est considérée comme trop limitée,.
Le ministre de la Protection du citoyen, Notis Mitarakis, en vacances pendant les incendies, démissionne de sa fonction le 28 juillet officiellement pour « raisons personnelles ». Mais des sources au sein du service du Premier ministre confirment le lien avec son absence alors que le pays combattait des feux d’ampleur.

## Postérité
La Grèce a annoncé travailler à la mise en place d'une escadre aérienne autonome composée de 12 avions, financée par l'Union européenne. Elle doit être opérationnelle en 2030.